# Tour de lessivage de la compagnie E.B. Eddy
La   Tour de lessivage de la compagnie E.B. Eddy est une tour en pierre calcaire massive, tout ce qui reste de l’usine d'usine de pâte à papier E.B Eddy dans le secteur de Hull, à Gatineau, au Québec. Sauvée des bulldozers en 1972, elle se trouve sur l’emplacement des lieux du Musée canadien de l'histoire.

## Histoire

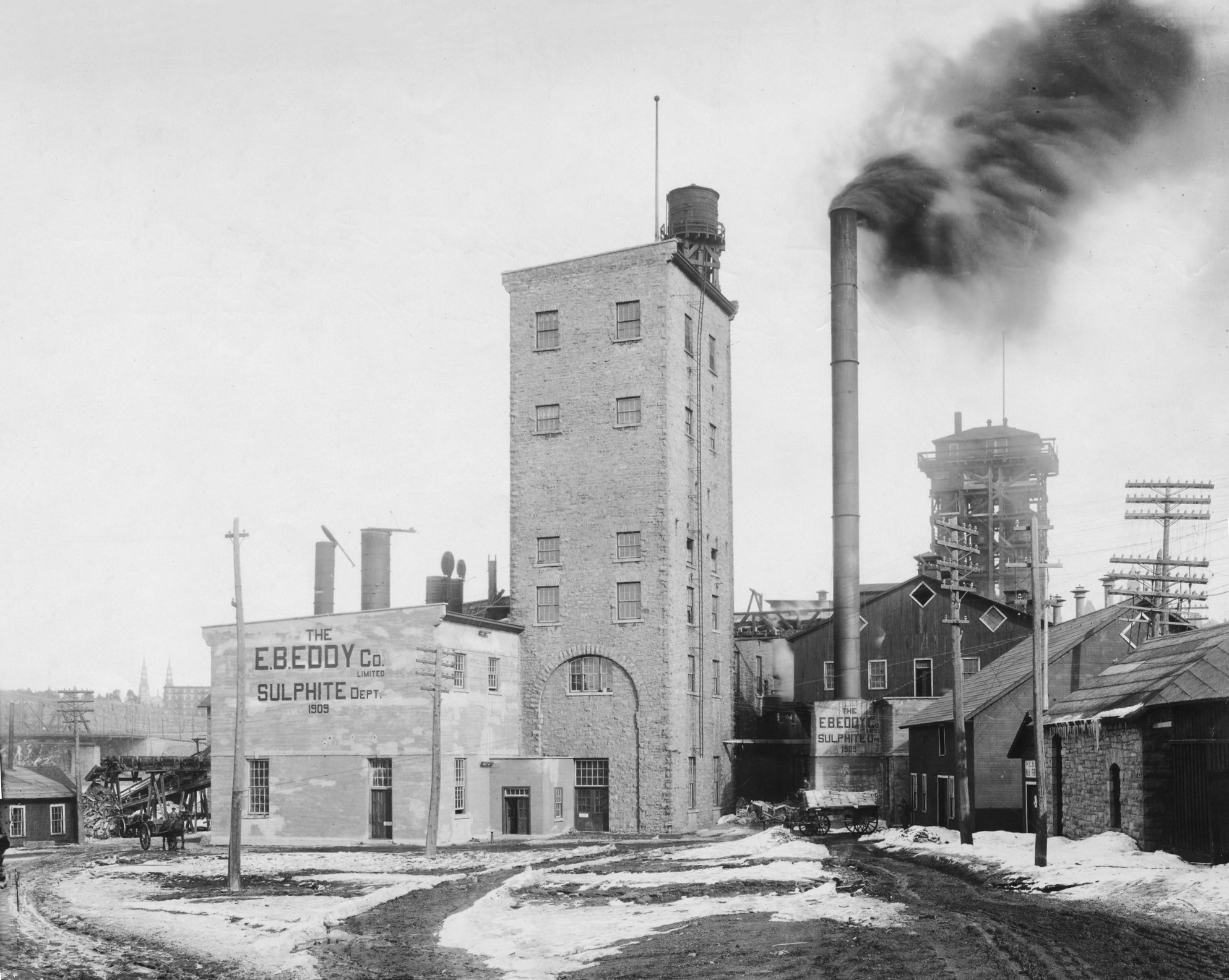
L'usine vers 1910. La tour est en évidence.

Ezra Butler Eddy fonde la E.B. Eddy Manufacturing Company sur les rives de la rivière des Outaouais en 1888 à Hull, en face de la colline du Parlement. Il construit l’usine de pâte à papier E.B Eddy en 1901, incluant la tour de lessivage. Il s’agit de la première tour de lessivage de sulfites verticale complètement automatisée au pays,. Le complexe fabrique une pâte qui était plus tard transformée en papier; des copeaux de bois sont versés dans un entonnoir à la cime du bâtiment à l’aide d’un convoyeur. Une vapeur chauffe les copeaux pour les transformer en pâte.
Le 22 février 1972, le gouvernement fédéral annonce son achat du terrain de 44 acres de l’usine, désirant la création d’un parc sur les lieux; l’usine sera détruite. Un jour d’été en 1972, Bob Phillips traverse le Pont Alexandra en voiture et remarque les bulldozers qui commencent la démolition de l’usine. Quand les machines s’approchent de la tour de digestion, Phillips trouve rapidement un téléphone public et fait un appel à bout de souffle à Rod Clack, directeur général de la Commission de la capitale nationale, " "pour préserver le patrimoine archéologique irremplaçable de Hull jusqu’à ce que nous puissions nous asseoir et y réfléchir." Dix minutes plus tard, les bulldozers se sont arrêtés. ".
Sauvée, la tour demeure en place, mais avec un futur incertain. La Commission de la capitale nationale remplit les ouvertures de fenêtres en briques ou en béton. En 1983, la Commission annonce le Musée canadien de l’homme (maintenant le Musée canadien de l’histoire) se situera sur les lieux de l’usine, la tour restera en place.
En 2001, le futur Musée canadien de l’histoire demande une étude d’ingénieurs pour déterminer la stabilité structurelle et l’état des murs de la tour; selon les recommandations, un renforcement sismique a été entrepris.

### Patrimoine et description
Le gouvernement fédéral nomme la tour "édifice fédéral du patrimoine reconnu" en 1983. Le gouvernement reconnait la valeur historique, architecturale et environnementale de la tour. "La tour de lessivage de la compagnie E.B. Eddy, dont la valeur découle de son esthétique caractérisée par son profil imposant, est un exemple d’un ouvrage conçu en fonction d’un procédé industriel particulier. Il s’agit d’un exemple rare d’une tour de cinq étages de hauteur construite pour abriter les machines à fabriquer la pâte de papier et pour supporter un réservoir d’eau sur son toit. L’apparence simple du bâtiment démentit sa conception fonctionnelle très efficace. La qualité de l’exécution se voit dans la maçonnerie" et qui "[…]s’accorde avec le caractère actuel du parc où elle est située et est un repère connu dans le secteur."
La tour de cinq étages, haut de 33,5m, est construite en pierre calcaire, avec des ouvertures disposées de façon irrégulière. Nous remarquons ses consoles en pierre, une arche partiellement comblée et l’unique entrée de la tour. "Construits pour résister à une pression énorme, les murs de la tour verticale étaient construits en deux couches de calcaire de moellons non durci avec un noyau de moellons. Le sol a été construit en béton armé sur des poutres en acier ou en bois lourd. Le récipient sous pression cylindrique en acier doublé de briques d'origine reste en place dans la tour."
Selon Heritage Ottawa, la tour de lessivage est la dernière du genre au Canada.